# Encephalartos ferox
Encephalartos ferox — вид голонасінних рослин класу саговникоподібні (Cycadopsida).
Етимологія: лат. ferox жорстокий, від жорстких і різко колючих листових фрагментів.

## Опис
Рослини деревовиді або безстовбурні; стовбур 1 м заввишки, 25–30 см діаметром. Листки довгочерешкові, довжиною 100—200 см, темно-зелені, дуже блискучі; хребет зелений, троха зігнутий; черешок прямий, з 1–6 шипами. Листові фрагменти яйцеподібні; середні — довжиною 15 см, 35–50 мм завширшки. Пилкові шишки 1–10, веретеновиді, червоні, довжиною 40–50 см, 8–10 см діаметром. Насіннєві шишки 1–5, яйцеподібні, червоні, довжиною 25–50 см, 20–40 см діаметром. Насіння довгасте, довжиною 45–50 мм, шириною 15–20 мм, саркотеста червона.

## Поширення, екологія
Країни поширення: Мозамбік; ПАР (Квазулу-Натал). Росте при низьких висотах від 20 до 100 м над рівнем моря. Місця проживання цього виду знаходяться в діапазоні від закритих вічнозелених прибережних лісів до щільних чагарників, на глибоких пісках старих системах прибережних дюн. Вони також зустрічаються в степових районах.

## Загрози та охорона
Основні загрози, що впливають на цей вид це надмірний збір для декоративних цілей і руйнування середовища проживання через поточний і майбутній розвиток прибережних районів, а також перетворення земель для сільськогосподарських цілей. Популяції присутні в англ. Maputaland Coastal Forest Reserve, Greater St. Lucia Wetland Park, Tembe Elephant Park. 

## Галерея

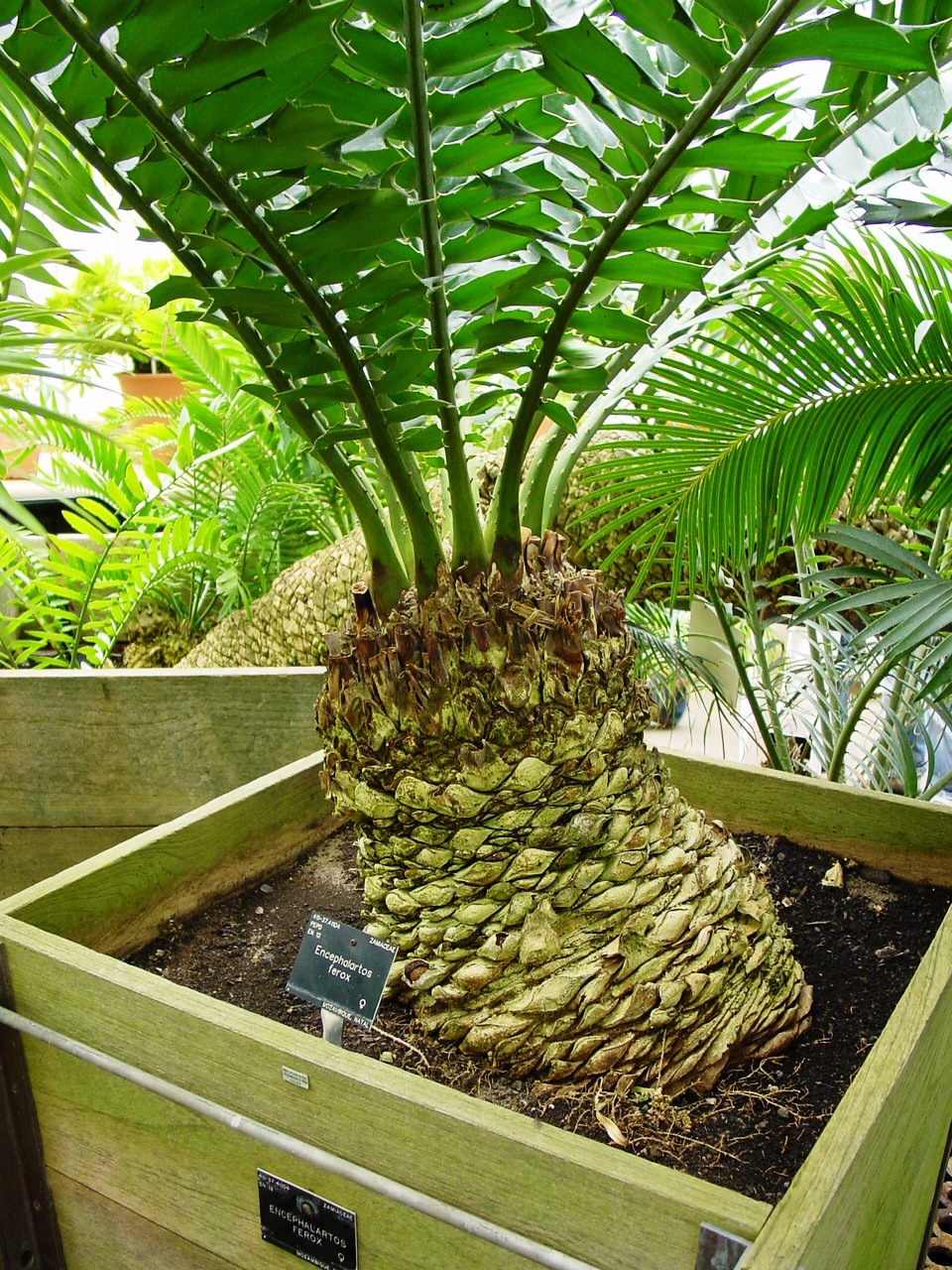
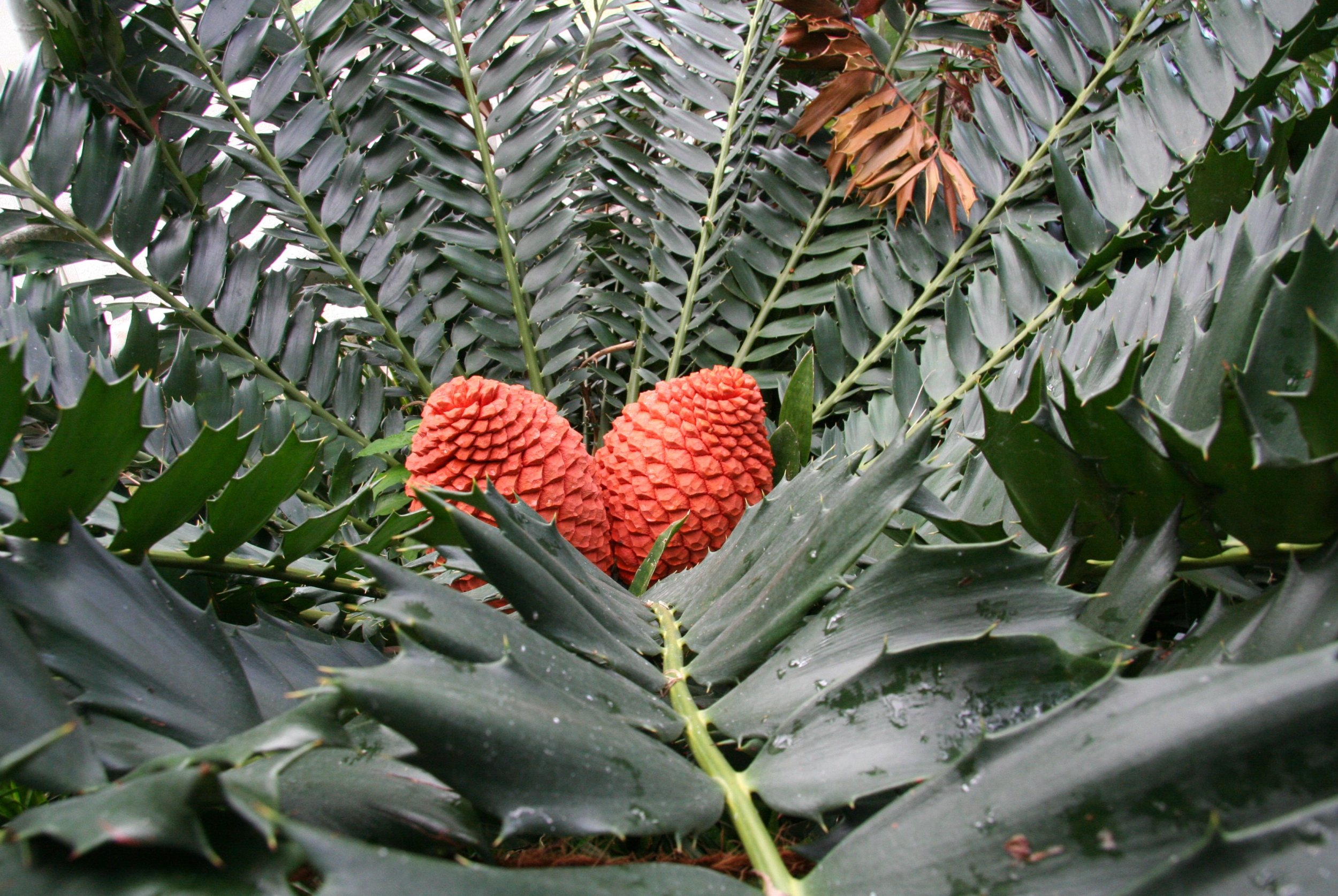
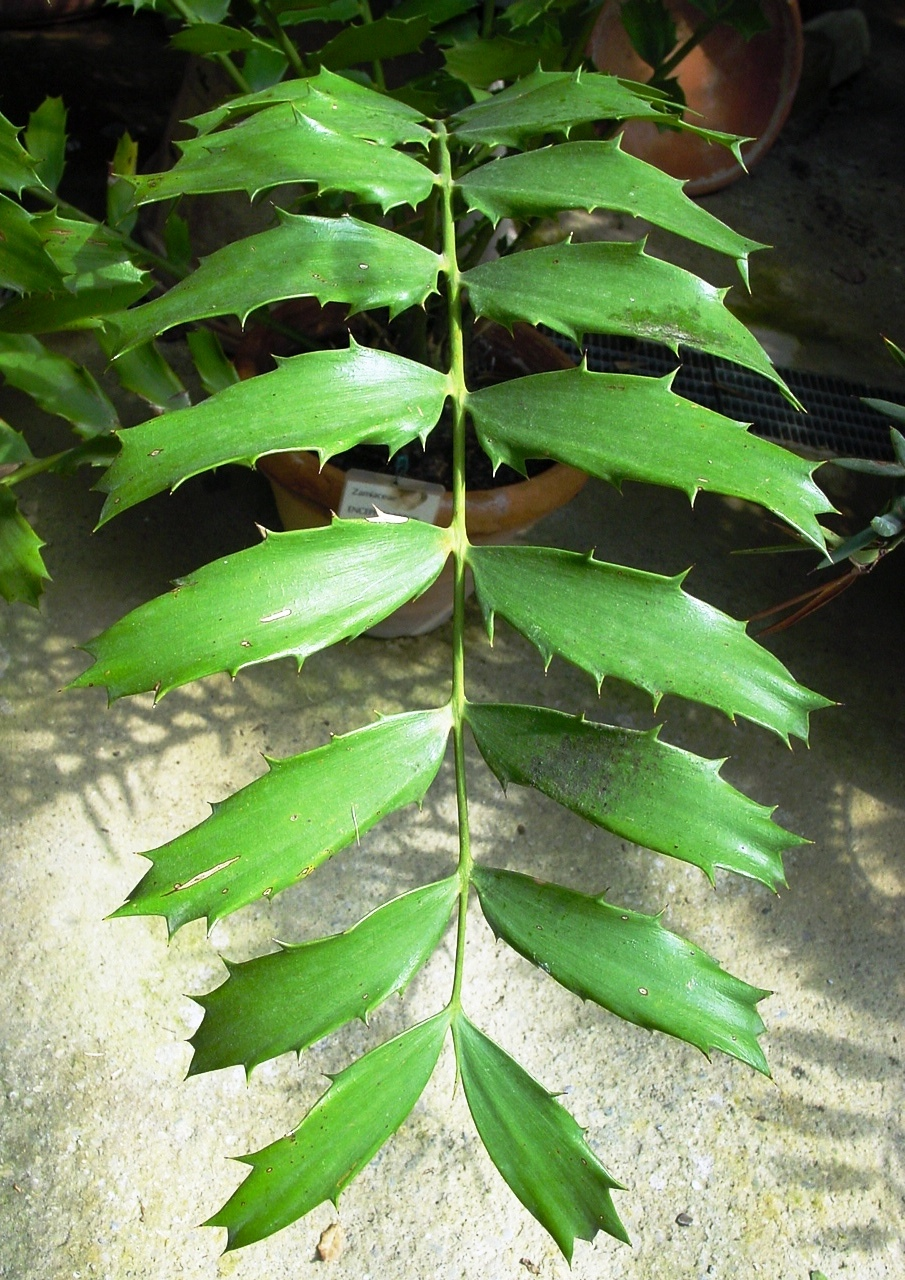
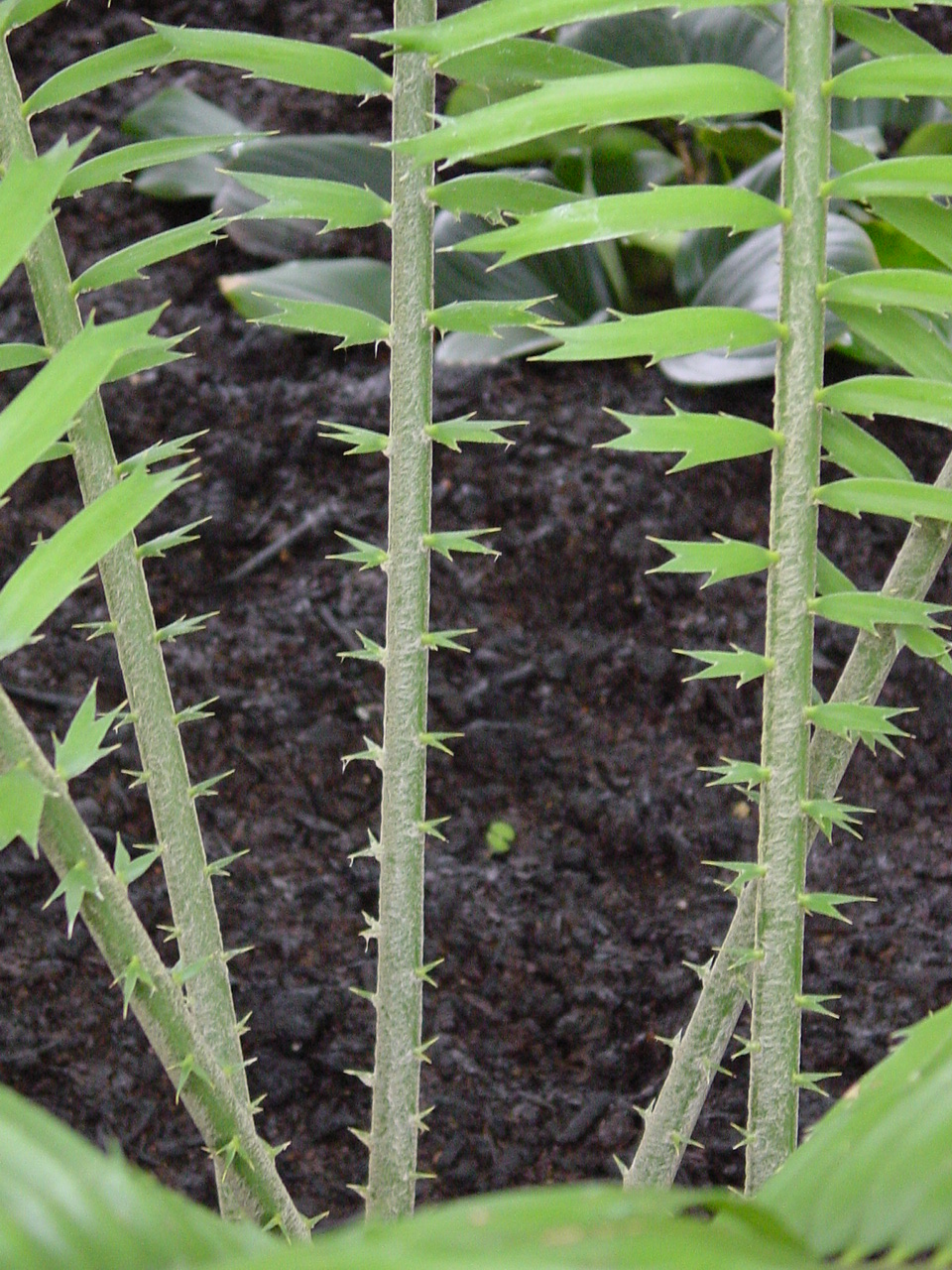
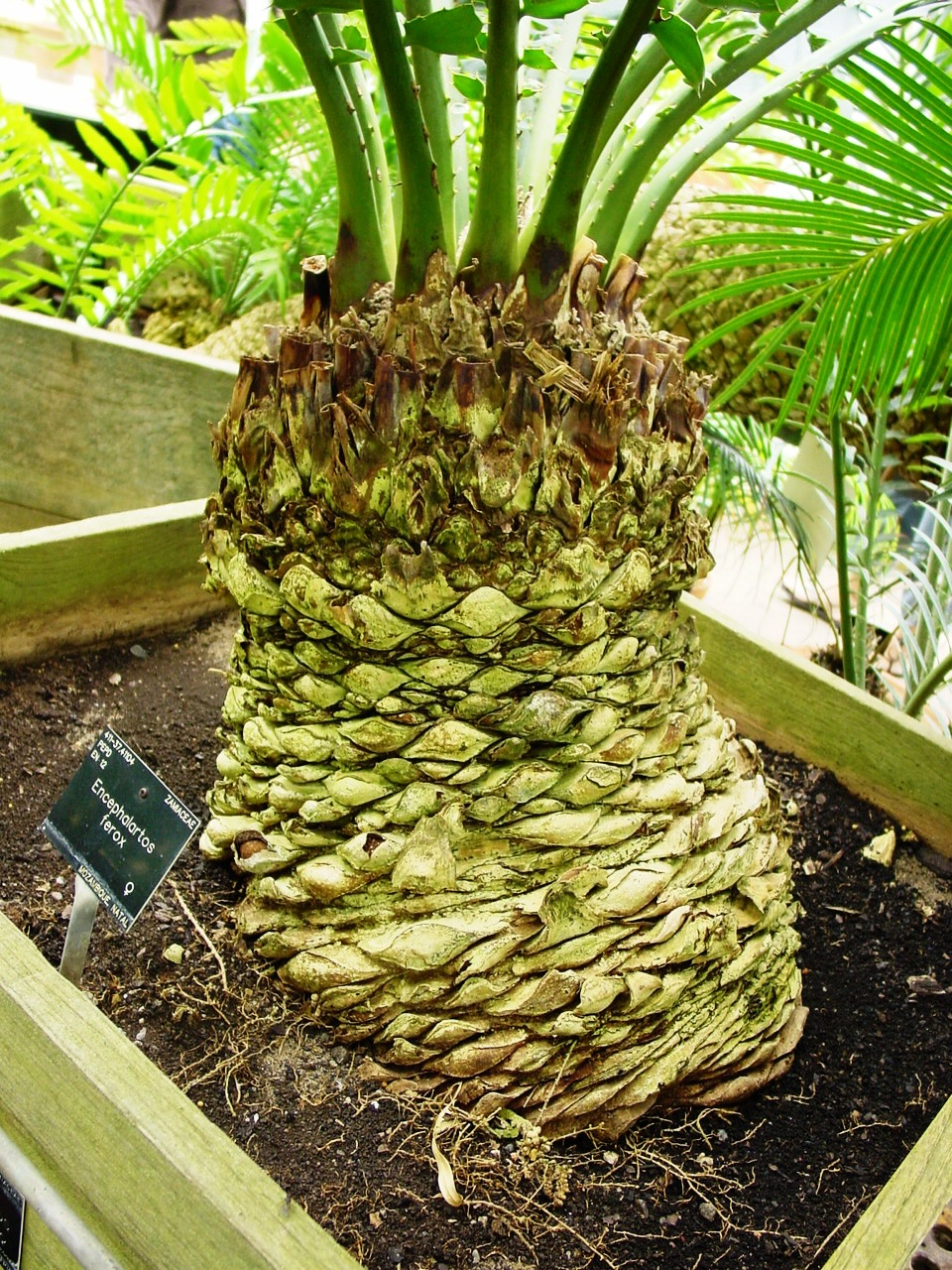
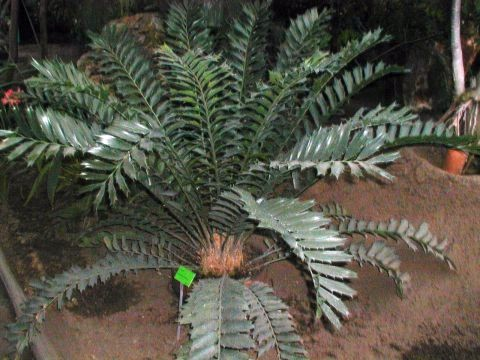

| Шишки секвоядендрону | Це незавершена стаття про голонасінні. Ви можете допомогти проєкту, виправивши або дописавши її. |